# Duodesformat
Duodesformat eller duodes, ibland skrivet 12:o, är en storleksbeteckning använd på framförallt böcker tryckta före eller under 1800-talets första hälft. Beteckningen duodes är egentligen en teknisk term och inte en storleksangivelse. Den innebär att varje pappersark som används vid tryckningen viks så att det bildar tolv blad i den färdiga boken. Men eftersom papper under denna tid framställdes för hand och i en och samma standardstorlek, är böcker i duodesformat ungefärligen lika stora. Modern definition på duodes (med modern pappersstorlek) är mindre än 16 cm hög. Storleken är mindre än en modern svensk pocketbok.